# Parathyone suspecta
Parathyone suspecta is een zeekomkommer uit de familie Cucumariidae.
De wetenschappelijke naam van de soort werd in 1875 gepubliceerd door Hubert Ludwig.